# Herbie: Fully Loaded
Herbie: Fully Loaded é um filme de comédia estadunidense de 2005 dirigido por Angela Robinson e produzido por Robert Simonds para a Walt Disney Pictures. É estrelado por Lindsay Lohan como o membro mais jovem de uma família de corridas de automóveis, Justin Long como seu melhor amigo e mecânico, Michael Keaton como pai, Breckin Meyer como irmão e Matt Dillon como piloto de competição. O filme apresenta participações especiais de muitos pilotos da NASCAR, incluindo Jeff Gordon, Jimmie Johnson, Tony Stewart , Dale Earnhardt Jr. e Mark Martin. É a sexta e última produção da franquia Herbie, após o filme de televisão The Love Bug (1997) e o único filme para o cinema de Herbie desde Herbie Goes Bananas (1980). Este filme serve como uma sequência direta dos filmes originais e ignora os eventos do quinto filme The Love Bug. O filme foi lançado em 22 de junho de 2005 e arrecadou mais de US$144 milhões em todo o mundo.

## Enredo
Maggie Peyton cresceu em uma família de pilotos de corridas que inclui seu irmão, Ray Jr., e seu pai, Sr. Ray. O Sr. Ray leva Maggie a um ferro-velho para comprar um carro como presente de formatura da faculdade. Nesse ferro-velho se encontra o fusca Herbie, que fez muito sucesso no passado, mas foi parar lá depois de perder várias corridas e ficar velho. Maggie escolhe o fusca e Herbie é levado contra sua vontade para a garagem de seu amigo mecânico, Kevin. Kevin leva Maggie e Herbie a uma feira de carros para comprar peças para o fusca, mas quando eles chegam, Herbie faz um truque, colocando Maggie em um uniforme de corrida e um capacete e fazendo ela desafiar o campeão da NASCAR Trip Murphy, para uma corrida improvisada, que Herbie acaba ganhando. Murphy se enfurece, ficando obcecado pelo Herbie e organiza uma competição local para atrair Maggie para uma revanche.

## Elenco

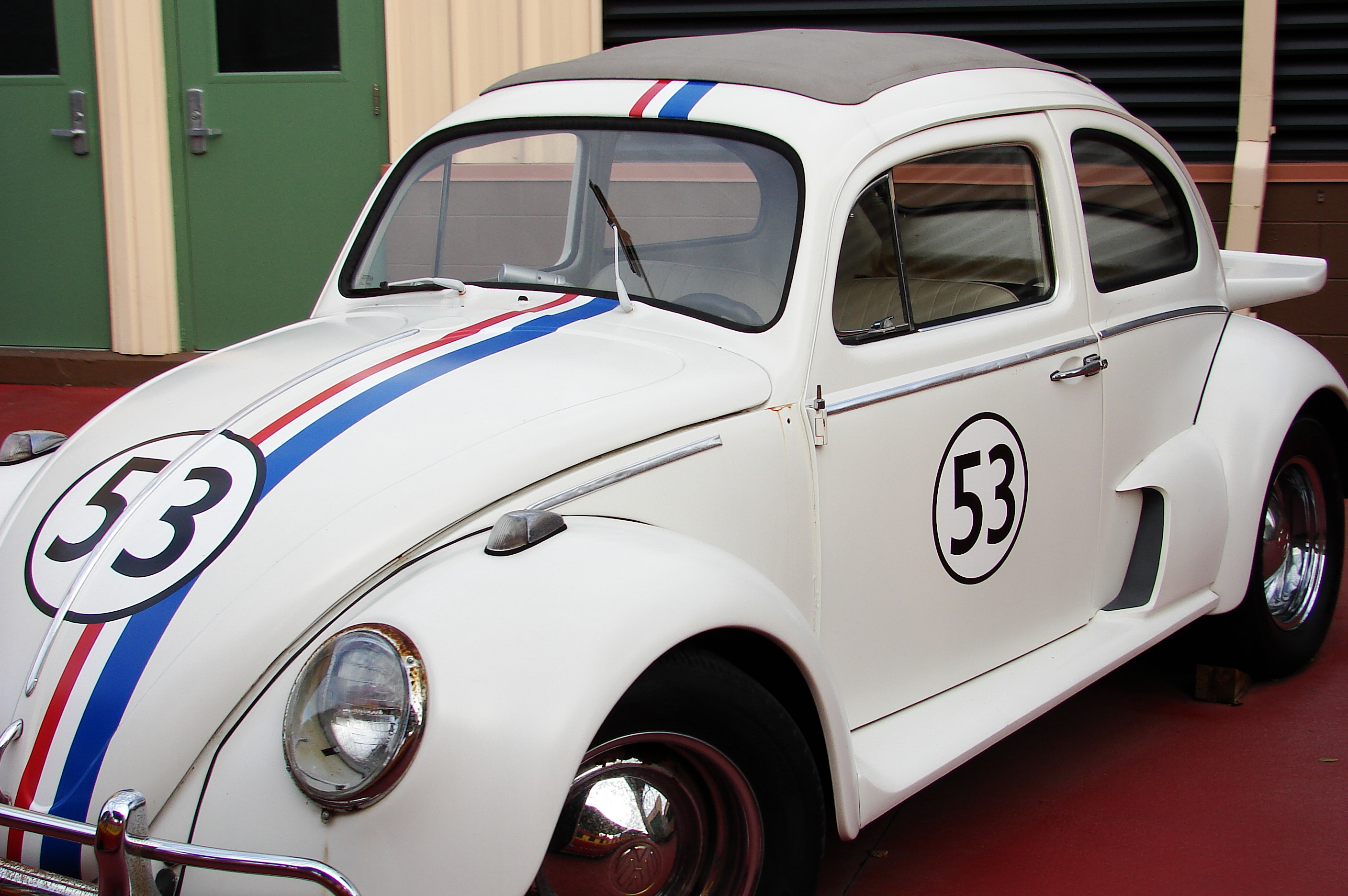
Herbie em seu visual "Street Race"

- Lindsay Lohan como Maggie Peyton, uma jovem automobilista e nova dona de Herbie.
- Justin Long como Kevin, um mecânico que é o interesse amoroso de Maggie
- Michael Keaton como Ray Peyton Sr., pai superprotetor de Maggie e Ray Jr
- Breckin Meyer como Ray Peyton Jr., irmão mais velho de Maggie, motorista da Chevrolet nº 56 Tracker Boats/Bass Pro Shops Chevrolet
- Matt Dillon como Trip Murphy, motorista do Chevrolet Cheetos nº 82
- Cheryl Hines como Sally, uma das poucas patrocinadoras remanescentes da Team Peyton
- Jimmi Simpson como Crash, companheiro de Trip
- Jill Ritchie como Charisma, a amiga de Maggie da faculdade
- Thomas Lennon como Larry Murphy
- Jeremy Roberts como Crazy Dave
- Monica Manning como Monica Armstrong

Muitos profissionais de corrida aparecem como eles em papéis especiais. Entre eles estão o locutor Allen Bestwick, o campeão da NASCAR de 1973, Benny Parsons, e da emissora ESPN Stuart Scott.
A diretora Angela Robinson afirmou em uma entrevista que ela tentou fazer Dean Jones reprisar seu papel como Jim Douglas para uma participação especial, mas devido a problemas de programação, ele não conseguiu. Isso espalhou boatos falsos, alegando que Jones havia filmado a participação especial e a cena foi excluída.
Vários pilotos da NASCAR da temporada real de 2004 e seus carros também podem ser vistos, incluindo Dale Jarrett, Dale Earnhardt Jr, (apenas carro) Casey Mears, (apenas carro) Kasey Kahne, (apenas carro) Tony Stewart, (apenas carro) Bobby Labonte, (apenas carro) Terry Labonte, (apenas carro) Brendan Gaughan, Mark Martin, (apenas carro) Ward Burton, (apenas carro) Carl Edwards, (apenas carro) Scott Wimmer, (apenas carro) Mike Bliss, (apenas carro) Scott Wimmer, (apenas carro) Jamie McMurray, (apenas carro) Rusty Wallace, (apenas carro) Jeff Gordon, Jimmie Johnson, Kyle Busch, (apenas carro) Scott Riggs, (apenas carro) Robby Gordon, (apenas carro) e Kevin Harvick. (apenas carro)

## Recepção da Crítica
Herbie teve uma recepção mista por parte da crítica especializada. No Rotten Tomatoes conseguiu 41% de 100, com base de 143 críticas, eles chegaram ao consenso de que: “Herbie: Fully Loaded é um mini-filme decente, que é bastante exigente para os espectadores adultos”.

## Bilheteria
Em seu fim de semana de estreia, arrecadou 12,709,221 de dólares em 3,521 cinemas nos Estados Unidos e Canadá, ocupando a quarta posição nas bilheterias. Enfim Herbie arrecadou 66,023,816 nos Estados Unidos e 78,123,000 de dólares internacionalmente, totalizando 144,146,816 de dólares.

## Prêmios e Indicações
| Ano  | Premiação          | Categoria                   | Nomeado              | Resultado |
| ---- | ------------------ | --------------------------- | -------------------- | --------- |
| 2006 | Teen Choice Awards | Choice Summer Movie         | Herbie: Fully Loaded | Indicado  |
| 2006 | Teen Choice Awards | Choice Movie Comedy Actress | Lindsay Lohan        | Indicado  |
| 2006 | Kids Choice Awards | Favorite Movie Actress      | Lindsay Lohan        | Venceu    |
| 2006 | Kids Choice Awards | Favorite Movie              | Herbie: Fully Loaded | Indicado  |

## Marketing
Foi relatado que o filme inclui usos pesados da colocação de produtos. Por exemplo, Maggie Peyton é ex-repórter da ESPN (de propriedade da Disney) que virou motorista da NASCAR. Um enorme outdoor da Mid America Motorworks (um fornecedor de peças de reposição para a Volkswagen clássica e outros veículos) é visto no fundo da cena em que Murphy tenta sabotar Herbie. Além disso, a Volkswagen forneceu um Volkswagen Touareg e um Volkswagen New Beetle para uso em determinadas cenas.
Vários carros de corrida da então NASCAR NEXTEL Cup Series aparecem durante a corrida da NASCAR no final (que é o Pop Secret 500 de 2004, durante o qual foi filmado Herbie: Fully Loaded), com vários adesivos de patrocínio nos carros. (O carro nº 8 de Dale Earnhardt Jr é visto brevemente, mas todos os logotipos da Budweiser foram removidos e substituídos por sua assinatura para evitar a publicidade de álcool em um filme infantil). Além disso, outdoors podem ser vistos em cenas imediatas, algumas com o logotipo NEXTEL.
Um comboio de 1.500 Fuscas desfilou por Berlim como parte do lançamento na Alemanha do filme. A nostálgica caravana desfilou pela avenida 17 de Junho, junto ao Portão de Brandeburgo. Além do mítico modelo, o desfile teve a participação do seu sucessor, o New Beetle.

## Trilha Sonora
A trilha sonora foi lançada em 21 de junho de 2005, pela gravadora Hollywood Records. A maioria das gravações originais das músicas foram usadas no filme, enquanto os covers foram usados na trilha sonora.
1. Lindsay Lohan - "First"
2. Mark McGrath - "Getcha Back" (Cover do grupo The Beach Boys, de 1985)
3. Aly & AJ - "Walking on Sunshine" (Cover da banda Katrina and the Waves, de 1985)
4. Caleigh Peters – "Fun, Fun, Fun" (Cover do grupo The Beach Boys, de 1964)
5. Pilot - "Magic"
6. Josh Gracin - "Working for the Weekend" (Cover da banda Loverboy, de 1981)
7. The Donnas – "Roll On Down the Highway" (Cover da banda Bachman–Turner Overdrive, de 1974)
8. Sol Seppy - "Nice Car"
9. Van Halen - "Jump"
10. The Mooney Suzuki - "Born to Be Wild" (Cover da banda Steppenwolf, de 1968)
11. Ingram Hill - "More Than a Feeling" (Cover da banda Boston, de 1976)
12. Rooney - "Metal Guru" (Cover da banda T. Rex, de 1972)
13. Josh Kelley - "You Are the Woman" (Cover da banda Firefall, de 1976)
14. Lionel Richie - "Hello"
15. Mavin - "Welcome to My World"
16. Black Smoke Organization - "Herbie: Fully Loaded (Remix)"
17. Black Smoke Organization – "Herbie vs. NASCAR"

## Vídeo game
Herbie: Fully Loaded é um jogo eletrônico de corrida desenvolvido pela  Climax Handheld Games e publicado pela Buena Vista Games para o Game Boy Advance. Foi lançado na América do Norte em 21 de junho de 2005. É vagamente baseado no filme de 2005 Herbie: Fully Loaded e apresenta fotos do filme no jogo.